# 里谢德利·巴祖尔
里谢德利·吉列尔莫·巴祖尔（荷蘭語：Riechedly Guillermo Bazoer；1996年10月12日—），是一名荷蘭職業足球員，現效力於荷甲球隊AZ，同時他也效力荷蘭國家足球隊。司職中場。

## 球會生涯

### 阿積士
2012年11月16日，巴素亞由免費轉投至死敵球隊阿積士，傳聞英格蘭超級足球聯賽球隊包括、車路士、紐卡素和曼城均有意簽下他，但巴素亞選擇了阿積士。但是，皇家荷蘭足球協會拒絕讓他在阿積士一線隊上陣，球會需等待他滿16歲才能讓他為一線隊上陣。他無法在2012-13賽季注冊於荷甲上陣，因此先於阿積士青年隊上陣。
2013年6月29日，巴素亞於季前熱身賽首次為一線隊上陣。在對陣SDC Putten時，他於下半場後備入替，最終球隊以4比1勝出。8月5日，巴素亞為首次阿積士青年隊上陣。

### 禾夫斯堡
2016年12月14日，宣佈簽下巴素亞，簽下一份直至2021年的合約，轉會費預計為1,200萬歐元。

## 生涯數據
截至2017年1月5日
| 球會        | 球會     | 球會             | 聯賽 | 聯賽 | 盃賽   | 盃賽   | 洲際賽事1 | 洲際賽事1 | 其他2 | 其他2 | 總計 | 總計 |
| 賽季        | 球會     | 聯賽             | 出場 | 入球 | 出場   | 入球   | 出場      | 入球      | 出場  | 入球  | 出場 | 入球 |
| 荷蘭        | 荷蘭     | 荷蘭             | 聯賽 | 聯賽 | 荷蘭盃 | 荷蘭盃 | 歐洲賽事  | 歐洲賽事  | 其他  | 其他  | 總計 | 總計 |
| ----------- | -------- | ---------------- | ---- | ---- | ------ | ------ | --------- | --------- | ----- | ----- | ---- | ---- |
| 2014–15賽季 | 阿積士   | 荷蘭甲組足球聯賽 | 17   | 1    | 1      | 0      | 4         | 1         | 0     | 0     | 22   | 2    |
| 2015–16賽季 | 阿積士   | 荷蘭甲組足球聯賽 | 29   | 5    | 2      | 0      | 8         | 0         | 0     | 0     | 39   | 5    |
| 總計        | 荷蘭     | 荷蘭             | 46   | 6    | 3      | 0      | 12        | 1         | 0     | 0     | 61   | 7    |
| 生涯總計    | 生涯總計 | 生涯總計         | 46   | 6    | 3      | 0      | 12        | 1         | 0     | 0     | 61   | 7    |

1 包括和。

2 包括告魯夫盾的賽事。

## 榮譽

### 國家隊
- 歐洲U-17足球錦標賽：2012年

### 個人
- 阿積士最佳年青球員：2016年[10]